# 帕里德·通布鲁斯
帕里德·通布鲁斯（義大利語：Paride Tumburus，1939年3月8日—2015年10月23日），意大利男子足球运动员，场上位置是后卫。他曾代表意大利国家队参加1962年国际足联世界杯，结果获得第九名。